# Renia discoloralis
Renia discoloralis là một loài bướm đêm thuộc họ Noctuidae. Nó được tìm thấy ở Missouri tới miền nam New England, phía nam đến at lĐông North Carolina và có thể cả Florida và Texas, but this might be an unnamed relative.
Sải cánh dài 35–45 mm. Con trưởng thành bay từ tháng 7 đến tháng 8. Có một lứa một năm.
Ấu trùng ăn detritus, bao gồm lá chết.

## Hình ảnh

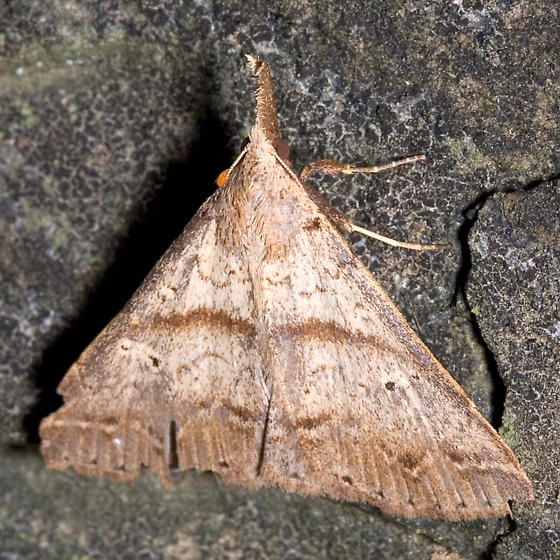
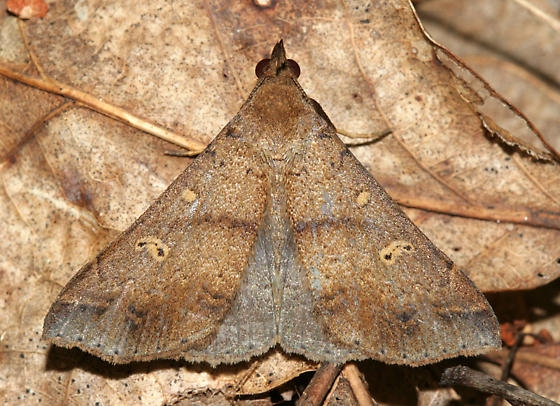